# ساکایده، کاگاوا
ساکایده در استان کاگاوا در کشور ژاپن واقع شده‌است که دارای جمعیت ۵۶٬۵۰۱ نفر و مساحت ۹۲٫۴۶ کیلومتر مربع با تراکم جمعیت ۶۱۱ نفر در کیلومترمربع است و در تاریخ ۱ ژوئیه ۱۹۴۲ به عنوان شهر شناخته شد.